# مقايسة

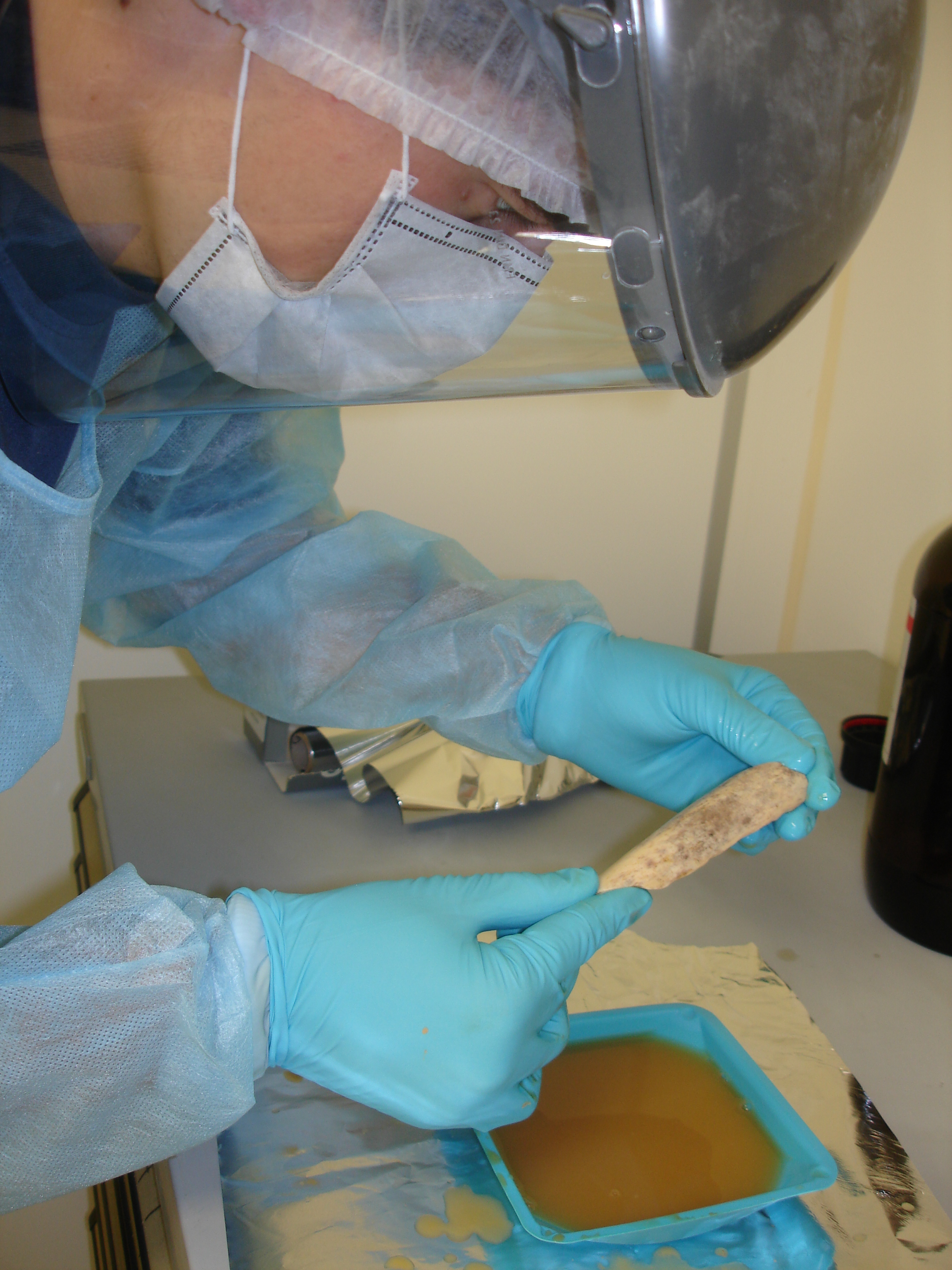

المقايسة أو الرَّزن أو الرَّوز هي عملية تحليلية من أجل التقييم النوعي والتحديد الكمي للمادة المراد تحليلها في المختبرات الطبية وعلم الأدوية والعلوم البيئية وعلم الأحياء الجزيئي.
يمكن أن تكون المادة المراد تحليلها (الحليلة) عبارة عن عقار أو مادة حيوية أو خلية في عينة أو في كائن حي.
يعبر عن المقايسة عادة بوحدات التركيز مثل المولارية.

## اقرأ أيضاً
- مقايسة مناعية
- مقايسة مناعية شعاعية
- مقايسة امتصاصية مناعية للإنزيم المرتبط